# Place Marquis
La place Marquis est un carrefour situé à Clamart dans les Hauts-de-Seine.

## Situation et accès
Cette place est le point de rencontre de la rue des Rochers, de l'avenue Adolphe-Schneider, de la rue du Président-Roosevelt (anciennement rue de la Forêt), de la rue Paul-Vaillant-Couturier et de l'avenue Henri-Barbusse.

## Origine du nom
Elle a été nommée en hommage à Étienne Marquis, maire de Clamart de 1855 à 1856. Il habitait au no 2, rue de la Forêt.

## Historique

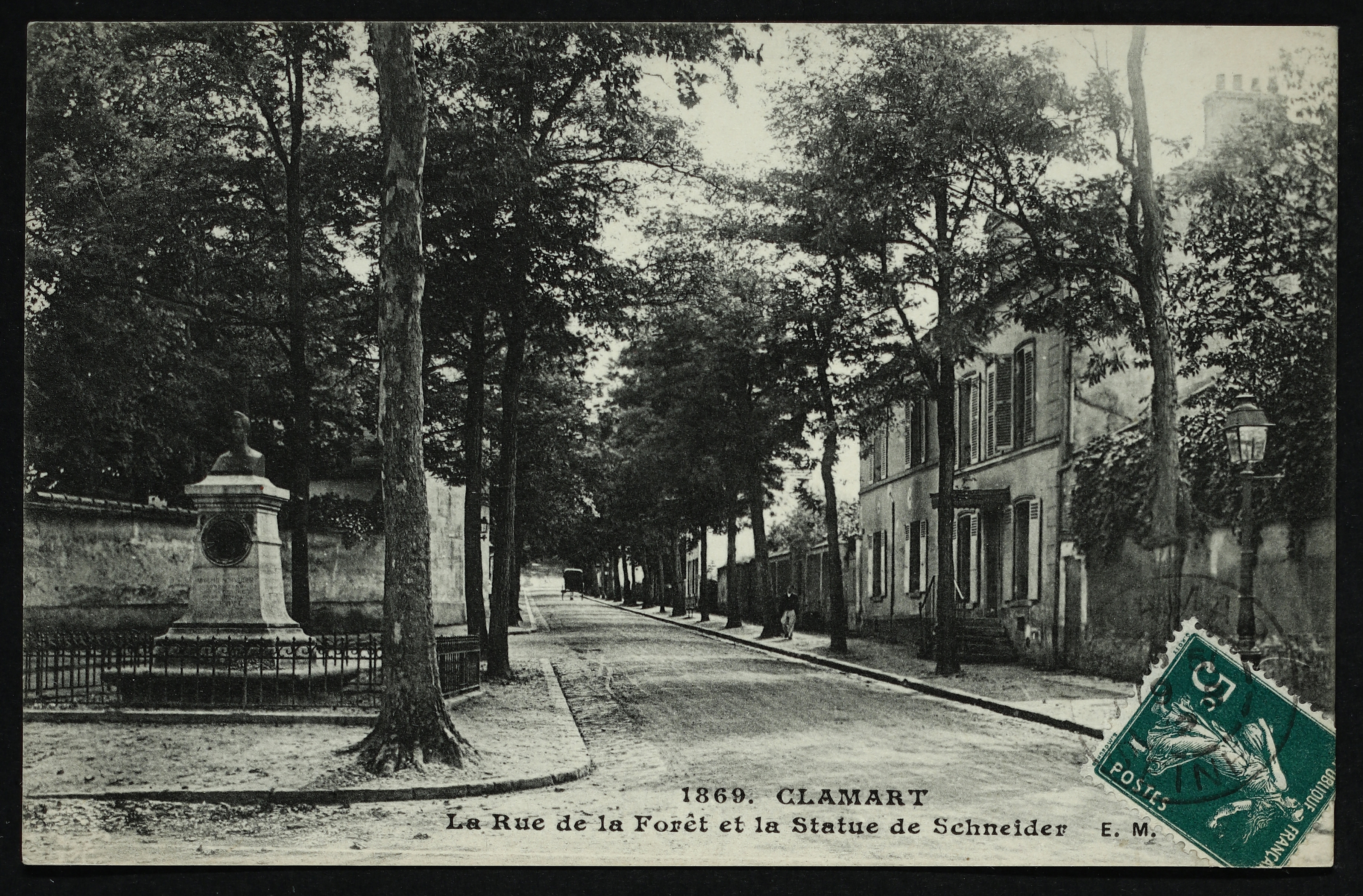
Carte postale - Clamart - La rue de la Forêt et la statue de Schneider.

Au XIXe siècle se trouvaient encore dans les environs, de vastes propriétés. L'une d'elles, qui s'étendait jusqu'au nord de la rue du Trosy, était fréquentée par Stendhal, et c'est ici que l'abbé Delille composa son poëme des Jardins.
La position particulière de cette place en fait un point de passage vers la commune d'Issy-les-Moulineaux. Ainsi, on y trouvait encore au début du XXe siècle un bureau d'octroi, partagé avec Issy.
Le 24 août 1944, lors de la Libération de Paris, elle a été un théâtre des combats de la 2e DB,,.

## Bâtiments remarquables et lieux de mémoire

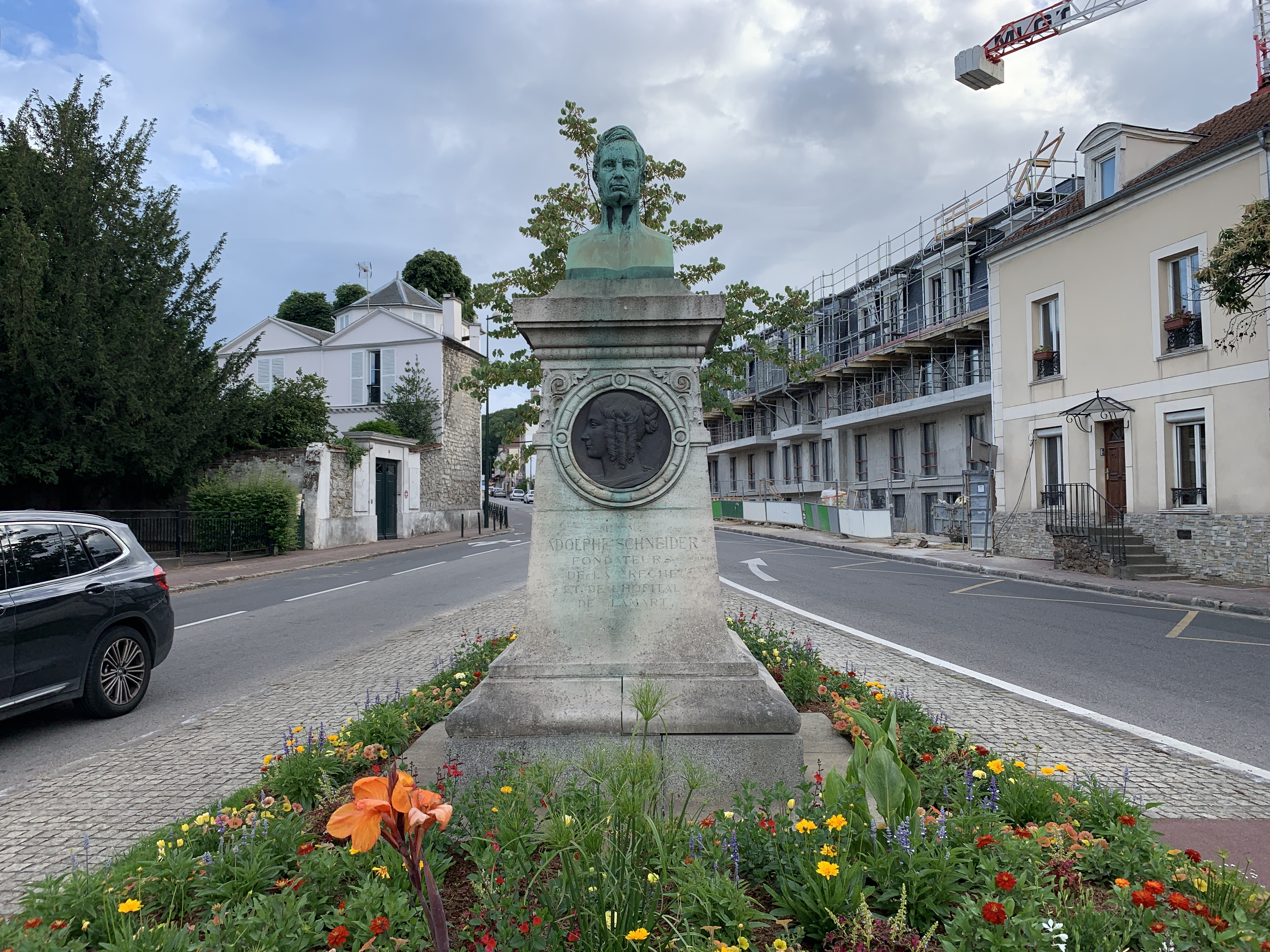
Le buste d'Adolphe Schneider.

Sur cette place se trouve le Monument à monsieur et madame Schneider, œuvre du sculpteur Jules Blanchard et du fondeur Thiébaut, en hommage à Adolphe Schneider (1er avril 1810 - 7 octobre 1885), notaire et bienfaiteur de la commune. La décision de son érection fut prise par un décret du 16 juillet 1897, et l'inauguration eut lieu le 26 septembre de la même année.
Sur le piédestal se trouvent les inscriptions: J. Blanchard / 1897, notaire / ADOLPHE SCHNEIDER / FONDATEUR / DE LA CRECHE / ET DE L’HOPITAL DE CLAMART